# Нижний Шандер
Нижний Шандер — село в Мамадышском районе Татарстана. Входит в состав Нижнешандерского сельского поселения.

## География
Находится в северной части Татарстана на расстоянии приблизительно 24 км на север по прямой от районного центра города Мамадыш у речки Юкачи.

## История
Известна с 1680 года как. В начале XX века здесь уже была мечеть.
В «Списке населенных мест по сведениям 1859 года», изданном в 1866 году, населённый пункт упомянут как казённая деревня Нижний Шандер 2-го стана Мамадышского уезда Казанской губернии. Располагалась при речке Шандерке, по правую сторону Кукморского торгового тракта, в 27 верстах от уездного города Мамадыша и в 28 верстах от становой квартиры в казённой деревне Ахманова (Ишкеево). В деревне, в 86 дворах жили 512 человек (235 мужчин и 277 женщин), была мечеть.

## Население
Постоянных жителей было: в 1782 — 86 душ муж. пола; в 1859—503, в 1897—839, в 1908—936, в 1920—899, в 1926—819, в 1949—457, в 1958—391, в 1970—387, в 1979—271, в 1989—216, в 2002 году 223 (татары 100 %), в 2010 году 187.